# Clinogaster notabilis
Clinogaster notabilis là một loài ruồi trong họ Tachinidae.